# Остеологический парадокс
Остеологи́ческий парадо́кс (англ. Osteological paradox) — научная концепция, которую выдвинул известный антрополог Джеймс Вуд с коллегами в 1992 году. Он связан с неоднородностью риска заболевания, селективной смертностью и демографической нестационарностью. Остеологический парадокс проявляется в невозможности однозначно определить состояние здоровья человека по его скелетным останкам, если на них нет следов серьёзных заболеваний, ведь одинаково возможен и случай, когда человек был относительно здоровым и не имел тяжёлой болезни, так и вероятность того, что болезнь убила его настолько быстро, что изменения в костях не успели появиться.

## Суть
Из-за того, что учёные, которые занимаются биоархеологией, палеопатологией и другими смежными научными отраслями, имеют дело только с людьми, которые умерли в конкретно определённом возрасте, но не могут изучать живых людей этого же возраста, возникают трудности с интерпретацией остеологических признаков физиологического стресса организма (англ. osteological stress markers), которые находятся в биологических останках. Среди таких признаков можно назвать, например, линии Гарриса, эмалевую гипоплазию и другие.
Основная проблема остеологического парадокса заключается в том, что тот человек, который несёт проявления патологических поражений на скелете и зубах, является предвзятым образцом. Чтобы болезнь прогрессировала до степени присутствия на костях, человеку пришлось бы прожить с этим заболеванием в течение некоторого значительного промежутка времени, при этом те люди, которые по скелетным останкам выглядят здоровыми, на самом деле могли умереть от той самой болезни в начале «заражения» или достаточно рано, когда она ещё не проявилась на костях. Таким образом возникает парадокс, когда более «здоровые» кости без следов болезни на них на самом деле могут принадлежать людям, которые имели худший иммунитет и более слабое здоровье.

## Значение
Поскольку фокус в палеонтологических науках смещается от изучения отдельных индивидов к популяциям, повышается и значение остеологического парадокса, потому что возникает необходимость правильного сведения дискретных описаний и исследований отдельных скелетных останков в общую систему с получением закономерностей, которые можно будет распространять на широкую популяцию.